# Union Automatic Revolver
Union Automatic Revolver (автоматический револьвер «Юнион») (также известный как револьвер Лефевера) — 8-мм автоматический револьвер.

## История и развитие
Он был разработан Чарльзом Ф. Лефевером (патент USPTO № 944448 , 1909 г.) и произведен компанией Union Firearms Company в Толедо, штат Огайо.
Он производился в ограниченных количествах до 1912 года, когда его производство было прекращено и ознаменовало выход Union Firearms Company из бизнеса по производству пистолетов.
Его механизм был аналогичен механизму автоматического револьвера Уэбли-Фосбери, но имел кожух, предохранявший руку стрелка от контакта с верхней половиной рамки при отдаче.